# Tarasivka, Borîspil
Tarasivka (în ucraineană Тарасівка) este un sat în comuna Liubarți din raionul Borîspil, regiunea Kiev, Ucraina.

## Demografie
Componența lingvistică a localității Tarasivka
     Ucraineană (98,21%)
     Rusă (1,79%)
Conform recensământului din 2001, majoritatea populației localității Tarasivka era vorbitoare de ucraineană (98,21%), existând în minoritate și vorbitori de rusă (1,79%).